# Lovemore Bonjisi
Lovemore Bonjisi (* leden 1985 Ruwa, Zimbabwe), přezdívaný Michalangelo Afriky, je zimbabwský sochař. Sochařině se věnuje od svých 12 let, nejprve společně se svým bratrem Lameckem, od 14 let tvoří samostatně. Lovemore žije a tvoří v Harare, hlavním městě Zimbabwe. Vystavoval v Nizozemsku, SRN, USA, Austrálii a Koreji.
V roce 2007 zavítal do České republiky, kde v rámci výstavy v Pražské botanické zahradě Sochy Zimbabwe tvořil ve dnech 22 až 26. srpna a 29. srpna až 2. září sohu - hlavu ženy. Zájemci mohli umělce sledovat na místě, nebo prostřednictvím webové kamery na internetu. Záznam z přímého přenosu vzniku nové sochy Lovemora Bonjisiho v Pražské botanické zahradě v Troji přinesl Český rozhlas Leonardo